# Savisaari (ö i Finland, Norra Österbotten, Koillismaa, lat 65,86, long 29,70)
Savisaari är en ö i Finland. Den ligger i sjön Joukamojärvi och i kommunen Kuusamo i den ekonomiska regionen  Koillismaa ekonomiska region  och landskapet Norra Österbotten, i den nordöstra delen av landet, 700 km norr om huvudstaden Helsingfors. Öns area är 10,3 hektar och dess största längd är 0,9 kilometer i öst-västlig riktning.